# Comtat de Gävleborg
El Comtat de Gävleborg, o Gävleborgs län, és un comtat o län a la costa bàltica de Suècia. Fa frontera amb els comtats d'Uppsala, Västmanland, Dalarna, Jämtland i Västernorrland.

## Municipis

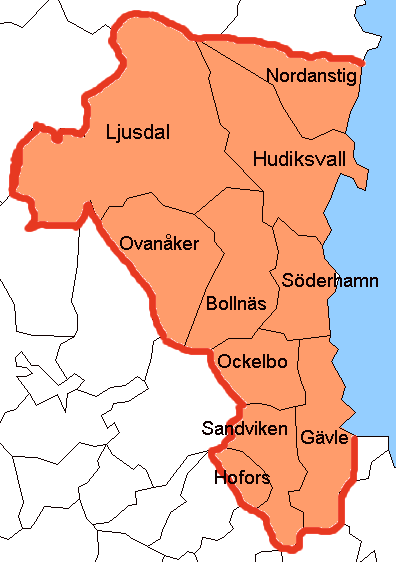
Municipis del comtat

- Bollnäs
- Gävle
- Hofors
- Hudiksvall
- Ljusdal
- Nordanstig
- Ockelbo
- Ovanåker
- Sandviken
- Söderhamn